# Серебровский, Марк Борисович
Марк Борисович (Бенцианович) Серебровский (1928—2012) — советский и российский архитектор и педагог, работавший в Санкт-Петербурге.

## Биография
Окончил Институт имени И. Е. Репина в Ленинграде в 1958 году. Педагог, руководитель большого творческого коллектива в институте «Лензнииэп», автор крупных санаторно-курортных комплексов в курортной зоне Ленинграда.

## Избранные проекты и постройки
- Пансионаты «Дюны» и «Морской прибой» (в коллективе авторов)
- Туристская гостиница «Репинская»
- Санатории «Нагорный», «Северная Ривьера» и «Сестрорецкий курорт» (1960—1980-е)
- Реконструкция старых домов отдыха (руководитель коллектива, 1980—1990)
- Санаторный комплекс «Белые ночи» в Сестрорецком районе
- Проект гостиницы в Кузнечном переулке, 7 в Ленинграде
- Дом-комплекс у станции метро «Академическая» на Гражданском проспекте (совместно с О. И. Никитиной и И. С. Кальниной) в Ленинграде